# Georgine Sanders
Georgine Marie Sanders, ook bekend als Tineke Vroman-Sanders (Padang, 4 maart 1921 – Fort Worth, 22 december 2015), was een Nederlands antropologe en schrijfster. Ze was getrouwd met Leo Vroman (1915-2014), met wie ze een Nederlands-Amerikaans schrijversechtpaar vormde.

## Biografie
Tineke Sanders ontmoette Vroman bij de Utrechtse studentenvereniging Unitas, nadat zij vanuit Nederlands-Indië naar Nederland was gekomen om aan de Rijksuniversiteit Utrecht medicijnen te studeren. Op 10 september 1947, een dag nadat zij zich had gekwalificeerd als semiarts, trouwde het stel in New Jersey. Ze promoveerde in 1967 te Leiden op De vorming van lumisterol en van overbestralingsproducten.
Terwijl Leo Vroman na omzwervingen als krijgsgevangene in de Tweede Wereldoorlog via Nederlands-Indië, Japan en de Filipijnen in de Verenigde Staten was beland, kreeg Sanders uitgeverij Querido geïnteresseerd om een dichtbundel van Vroman uit te geven (Gedichten, 1946). Alice van Nahuys van Querido werd verantwoordelijk voor de publicatie van een hele reeks van Vromans werken.
Met Vroman kreeg zij twee dochters: Geraldine (1950) en Peggy Ann (1952). Na de geboorte van Geraldine ('Gerry') stopte ze met haar wetenschappelijke werk. In 1958 keerde ze met haar man en dochters terug naar Nederland, om in 1961 weer naar Brooklyn, New York te vertrekken. Ze promoveerde op 12 december 1979 aan de New School for Social Research in New York op een door Leo uitgetypt medisch-antropologisch proefschrift genaamd The anthropological dimension in the rehabilitation of aphasics (ongepubliceerd).
Behalve auteur was ze vooral antropologe. Op verzoek van haar vriendin en docente Rosamond Gianutsos werkte ze verder als revalidatietherapeute aan het Bellevue Hospital Center (New York).
In Vromans werk speelde ze een voorname rol, niet alleen in het prozawerk Tineke uit 1948, maar ook in zijn poëzie. In 2010 werd een tv-documentaire over het echtpaar gemaakt onder de titel Soms is liefde eeuwig.
Ze overleed eind 2015 op 94-jarige leeftijd.